# Ordine dell'Aquila Nera (Albania)
L'Ordine dell'Aquila Nera (Urdhëri i Shqiponjës së Zezë) era un ordine del Principato d'Albania.

## Storia
Fu istituito nel 1914 dal principe Guglielmo di Wied come ricompensa generale per servizi commendevoli verso il sovrano e verso lo stato, sia agli albanesi che agli stranieri. L'ordine divenne obsoleto dopo la caduta della monarchia, e pur venendo abolito nel 1920, rimase in vita sino al 1973 venendo concesso da Sua Maestà anche dall’esilio e, in seguito, da suo figlio quale pretendente al trono. Esso veniva concesso in due classi, militare e civile.

## Gradi
L'onorificenza veniva concessa in cinque classi di benemerenza:
- Cavaliere di Gran Croce
- Commendatore con Placca
- Commendatore
- Cavaliere

## Insegne
- La medaglia era costituita da una stella a otto punte gemmate avente in centro un medaglione smaltato di rosso riportante un'aquila nera bicefala coronata della corona di Skanderbeg (stemma dell'Albania), circondata da un cerchio rosso bordato d'oro riportante in oro l'iscrizione "BESE E BASHKIM". La medaglia della gran croce era in smalti bianchi bordata d'oro, quella di commendatore con placca era a smalti vitrei rossi bordata d'argento, quella di commendatore era in smalti vitrei rossi bordata d'argento e quella di cavaliere era tutta d'oro. Il tutto era sormontato da una corona reale che fungeva da collegamento tra l'insegna e il nastro.
- La placca riprendeva le medesime decorazioni della medaglia ad eccezione della piccola corona sovrastante l'insegna.
- Il nastro era nero bordato di rosso.